# Video Girl Ai
Video Girl Ai (jap. 電影少女, Den’ei Shōjo) ist ein Manga, der von Masakazu Katsura gezeichnet wurde. Diese Serie erschien von 1989 bis 1992 und ist dem Genre Shōnen zuzuordnen und enthält Elemente von Romanze, Drama und Komödie. Sie wurde unter anderem in Form eines Animes und eines Realfilms adaptiert.

## Handlung
Der schüchterne Jugendliche Yota Moteuchi ist in seine Klassenkameradin Moemi verliebt. Moemi liebt allerdings Yotas besten Freund Takashi. Sie gesteht Yota ihre geheime Liebe zu Takashi, sodass ihn schließlich der Mut verlässt, ihr seine wahren Gefühle zu offenbaren. Da er trotz seines Liebeskummers mehr an die Gefühle der anderen denkt als an seine, erscheint ihm eine geheimnisvolle Videothek, in der er sich das Video von Ai Amano ausleiht. Ai, die darauf programmiert ist, ihren Zuschauer zu trösten, gelangt als Video Girl beim Abspielen des Bandes in Yotas Welt. Hier hat sie drei Monate, um eine Freundin für ihn zu finden.
Doch ihr Eingreifen führt zu etlichen Missverständnissen und, während sie Yota und Moemi zusammenbringt, verliebt sich Ai selbst in Yota. Dies ist jedoch einem Video Girl strengstens untersagt und sie riskiert hierdurch ihr Leben. So will sie ihn schließlich für sich selbst und wird Moemis Rivalin. Als sich Yota und Ai schließlich immer näher kommen, schreitet Ais Programmierer ein und versucht, sie zu löschen.

## Veröffentlichungen

### Manga
In Japan erschien der Manga im Zeitraum von 1989 bis 1993 zunächst in dem Manga-Magazin Weekly Shōnen Jump bei Shūeisha. Die abgeschlossene Serie wurde ab 1991 in 15 Einzelbänden veröffentlicht. Die letzten beiden Bände, welche etwa neun Jahre später spielen und ein ähnliches Setting aufbauen aber mit dem „Video Girl“ Len Momono, sind als Video Girl Len bekannt. Dies stellt ein Wortspiel dar, da Len und Ai im Japanischen gleichlautend mit Ren’ai ist, dem Wort für die „romantische Liebe“. In Japan gab es außerdem eine neunbändige Hardcover-Ausgabe.
Die deutsche Ausgabe des Mangas erschien zwischen 2001 und 2003 bei Carlsen Comics, die Übersetzung stammt von Gyo Araiwa. Übersetzt wurde die Serie auch in weitere Sprachen, darunter Chinesisch, Französisch, Spanisch, Italienisch und Englisch.
Nach der ersten japanischen Ausgabe wurden in Japan einige Bilder verändert. Während die französische Taschenbuchausgabe die Zeichnungen der Originalfassung übernahm, basieren die englische und deutsche Übersetzung auf der geänderten Version.

### Realfilm
Am 29. Juni 1991 wurde eine Realfilmadaption des Mangas in Japan veröffentlicht. Bei der Produktion von Toho führte Ryū Kaneda Regie. Das Drehbuch schrieben Masakazu Katsura und Masahiro Yoshimoto.

### Anime
Ein gleichnamiger Anime erschien von März bis August 1992 als OVA mit sechs 29-minütigen Folgen. Er wurde unter der Regie von Masakazu Katsura bei den Studios Production I.G und Tatsunoko produziert und von Jump Video veröffentlicht. Das Charakterdesign entwarf Takayuki Goto und die künstlerische Leitung lag bei Tatsuya Kushida. Der Anime orientiert sich stark an der Mangavorlage, nur das Ende wurde abgeändert.
Viz Media veröffentlichte in Nordamerika eine englische Übersetzung des Animes, Yamato Videos eine lokalisierte Fassung in Italien. Der Sender Buzz Channel strahlte die sechs Folgen im spanischen Fernsehen aus.

#### Synchronisation
| Rolle          | Japanischer Sprecher (Seiyū) |
| -------------- | ---------------------------- |
| Ai Amano       | Megumi Hayashibara           |
| Yōta Moteuchi  | Takeshi Kusao                |
| Takashi Niimai | Kōji Tsujitani               |
| Moemi Hayakawa | Yuri Amano                   |

#### Musik
Die Musik der OVA komponierte Tohru Okada. Für den Vorspann verwendete man das Lied Ureshii Namida" von Noriko Sakai. Der Abspann wurde unterlegt mit Ano Hi Ni von Maki Kimura. Außerdem wurden folgende Titel in den Folgen verwendet:
- Ano Hi ni... (あの日に…) von Maki Kimura
- Ashita wa Ashita (明日は明日) von Masakazu Katsura
- Frozen Flower von Nav Katze
- Garasu Moon (硝子MOON) von Mayumi Sudō
- Kimi no Niji (君の虹) von Mayumi Sudō
- Kokoro no Mizutamari (心の水たまり) von Masakazu Katsura
- Message (メッセージ) von Nav Katze
- Suki Nan Desu (好きなんです) von Maki Kimura

### Light Novel
In Japan erschien eine von Sukehiro Tomita verfasste Light-Novel-Adaption mit den Illustrationen von Masakazu Katsura. Der Romanband erschien am 9. Juni 1993 (ISBN 4-08-703008-3), wobei das erste Kapitel bereits in dem am 21. August 1991 erschienenen Magazin Jump Novel Vol. 1 erschienen war.

### Dorama
In Japan wurde ebenso ein Dorama zum Manga produziert.

## Rezeption und Analyse
Laut Anime Encyclopedia machen die Figuren die Erfahrungen der Pubertät durch, emotionale Verunsicherung und sexuelles Verlangen, Entfremdung und Verlegenheiten. Dabei entspreche das Grundprinzip der Handlung dem anderer Serien wie Urusei Yatsura und Oh! My Goddess, in denen ebenso ein fremdes, schönes Mädchen mit besonderen Fähigkeiten im Leben eines durchschnittlichen, normalen Jugendlichen auftaucht. Dabei gibt es auch viel Fanservice, bei Video Girl Ai liege der Fokus aber nicht auf Comedy und Slapstick, sondern dem dramatischen Aspekt der Situation. In der Anime Encyclopedia wird neben diesem für das Genre ungewöhnlichen Ansatz auch die Regiearbeit gelobt, die die Figuren ganz in den Vordergrund stelle. Die ruhigen Szenen würden die geheime Sprache der beiden weiblichen Protagonisten und die Veränderung ihrer Beziehung von Freundschaft zu Rivalität besonders herausstellen.
Susan J. Napier schreibt in Anime - from Akira to Princess Mononoke, der Anime zeige ein idealisiertes konservatives Rollenmodell von Frauen. Ai ist fürsorglich und ordnet sich in allem was sie tut Yota unter, der ebenso ein konservatives Rollenverständnis vertritt. Dies sei eine Reaktion auf die Emanzipation der Frau in Japan in den 1970er und 1980er Jahren. Die Sprengung typischer Rollenmuster und traditioneller Beziehungen führte zu einer besonderen Thematisierung konservativer Vorstellung, insbesondere der Liebesbeziehung, in den Werken der 1990er Jahre, so neben Video Girl Ai zum Beispiel auch in Oh! My Goddess. Dabei konzentriere sich der Anime nicht so sehr auf die komödiantischen als auf die dramatischen Aspekte: Ais Anwesenheit ist Folge eines technischen Fehlers und in der weiteren Handlung bereitet die Technik ihr Probleme, schließlich nimmt es kein gutes Ende. Ais Schicksal sei auch eine Geschichte von enttäuschten Erwartungen und einer Bedrohung durch moderne Technik. Yotas Charakter sei für das Genre ungewöhnlich gezeichnet, er handelt rücksichtsvoll und will die beiden Mädchen nicht verletzen. Dabei werde gegen Ende der Serie, wenn beide sich ihrer Gefühle bewusst werden, die Handlung und die Bilder dramatischer und verstörender, bis Ais Leben schließlich in einer alptraumhaften Szene ein gewaltsames Ende findet. Gerade in diesem letzten Teil der Handlung sieht Napier auch eine Verbindung zu für pornografische Animes typische Gewaltszenen und -bilder.